# Abraxini
Los abraxinos (Abraxini) son una pequeña tribu de lepidópteross geométridos  de la subfamilia Ennominae.

## Géneros
- Abraxas
- Calospilos Hübner, 1825 Considerado sinónimo de Abraxas
- Heterostegane Hampson, 1893
- Ligdia Guenée, 1857
- Lomaspilis Hübner, 1825
- Peratophyga Warren, 1894

(Lista incompleta)